# Kontesa Dora
Kontesa Dora é um filme de drama croata de 1993 dirigido e escrito por Zvonimir Berković. Foi selecionado como representante da Croácia à edição do Oscar 1994, organizada pela Academia de Artes e Ciências Cinematográficas.

## Elenco
- Alma Prica - Dora Pejačević
- Rade Šerbedžija - Karlo Armano
- Zdravka Krstulović - Lilla
- Ksenija Pajić - Steffi Graf
- Božidar Boban - Hugo pl. Mihalovich
- Tonko Lonza - Teodor Pejačević
- Ivo Gregurević
- Mustafa Nadarević
- Zvonko Strmac